# Zwarte Plak
De Zwarte Plak is een gehucht aan de Zwarte Plakweg in de Nederlands-Limburgse plaats America.

## Geschiedenis
De straat loopt van de spoorweg net buiten het dorp tot in de Peel. Aan deze straat woonden in oorlogstijd de drie families: Poels, Smedts en Geurts.
Tijdens de Tweede Wereldoorlog gebeurde er veel op de Zwarte Plak. Veel Limburgse Joden en geallieerde piloten doken onder bij de drie gezinnen. Het was toen een dunbevolkte straat en boerderijen lagen honderden meters uit elkaar.
Tot 31 december 2000 behoorde Zwarte Plak tot de gemeente Horst die per 1 januari 2001 opging in de gemeente Horst aan de Maas.

## Verzetsgroep

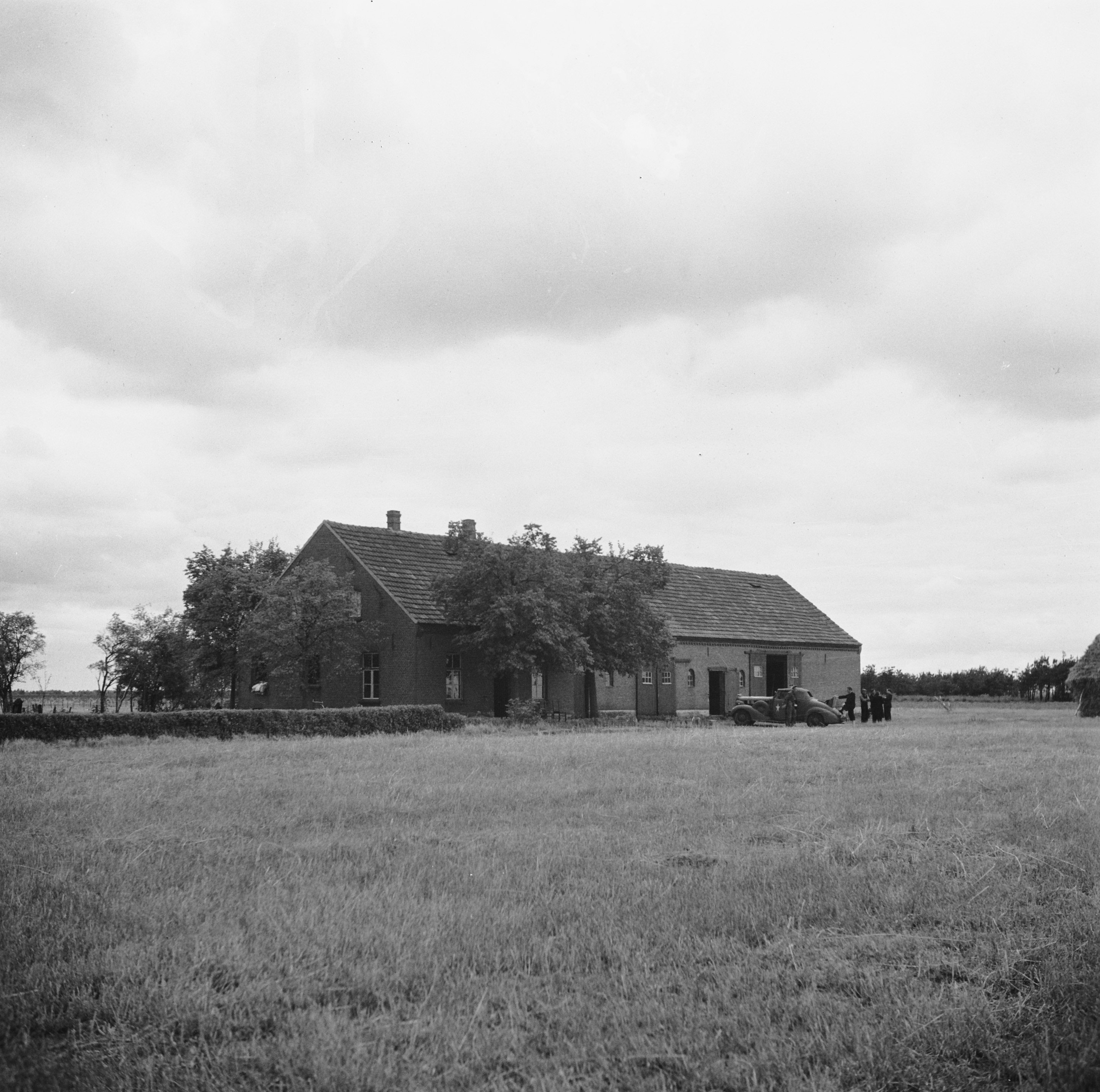
Boerderij De Zwarte Plak in 1945

Er bestond eveneens een verzetsgroep genaamd 'De zwarte plak' naar de boerderij 'De zwarte plak' waar het verzet werd georganiseerd en waar ook Britse piloten en Joden zaten ondergedoken. De boerderij lag dicht bij de spoorlijn Venlo-Eindhoven. De bezetter gebruikte deze spoorlijn voor aanvoer uit het Ruhrgebied van zwaar oorlogsmaterieel naar het front medio augustus en september 1944. Op 5 september (Dolle dinsdag) maakten verzetsmensen Frits de Bruijn en Martien van den Eijnden het spoor onklaar. Ze werden echter op heterdaad betrapt door Duitse militairen die de twee ter plekke doodsloegen. Er is voor hen een monument op die plaats opgericht. Het monument noemt ook pastoor Henri Vullinghs, die vele ontsnapte krijgsgevangen in veiligheid bracht.

## Verwijzingen in de kunst

### Boeken
Toon Kortooms heeft in 1948 een boek geschreven over de Zwarte Plak, getiteld De zwarte plak. Het boek gaat over gewone mensen die neergeschoten geallieerde piloten hielpen om terug te keren naar Engeland.
Ook Bert Poels (inwoner) en Jan Derix hebben een boek geschreven waarin de Zwarte Plak en zijn geschiedenis tijdens de Tweede Wereldoorlog aan bod komt. De titel luidt Vriend en vijand. De rol van bepaalde mensen wordt hierin nogal overdreven neergezet. Als antwoord daarop heeft Mathieu Smedts (voormalig inwoner en voormalig hoofdredacteur van Vrij Nederland) een boek geschreven, getiteld Waarheid en leugen in het verzet. Smedts bekritiseerde het boek van zijn buurman heftig.
Van de hand van Bart Rijnhout verscheen in 2012 de geheel herziene herdruk van het boek "In dienst van hun naaste", dat het verhaal vertelt van diverse in Nederland neergekomen Amerikaanse vliegers, die (onder andere) via de Zwarte plak Engeland probeerden te bereiken.

### Muziek
Rowwen Hèze heeft op het album Station America (1993) een lied over het gehucht gemaakt (De Zwarte Plak). Ook hierin wordt verwezen naar de rol die het gehucht in de oorlog speelde.